# Gatsby Coachworks

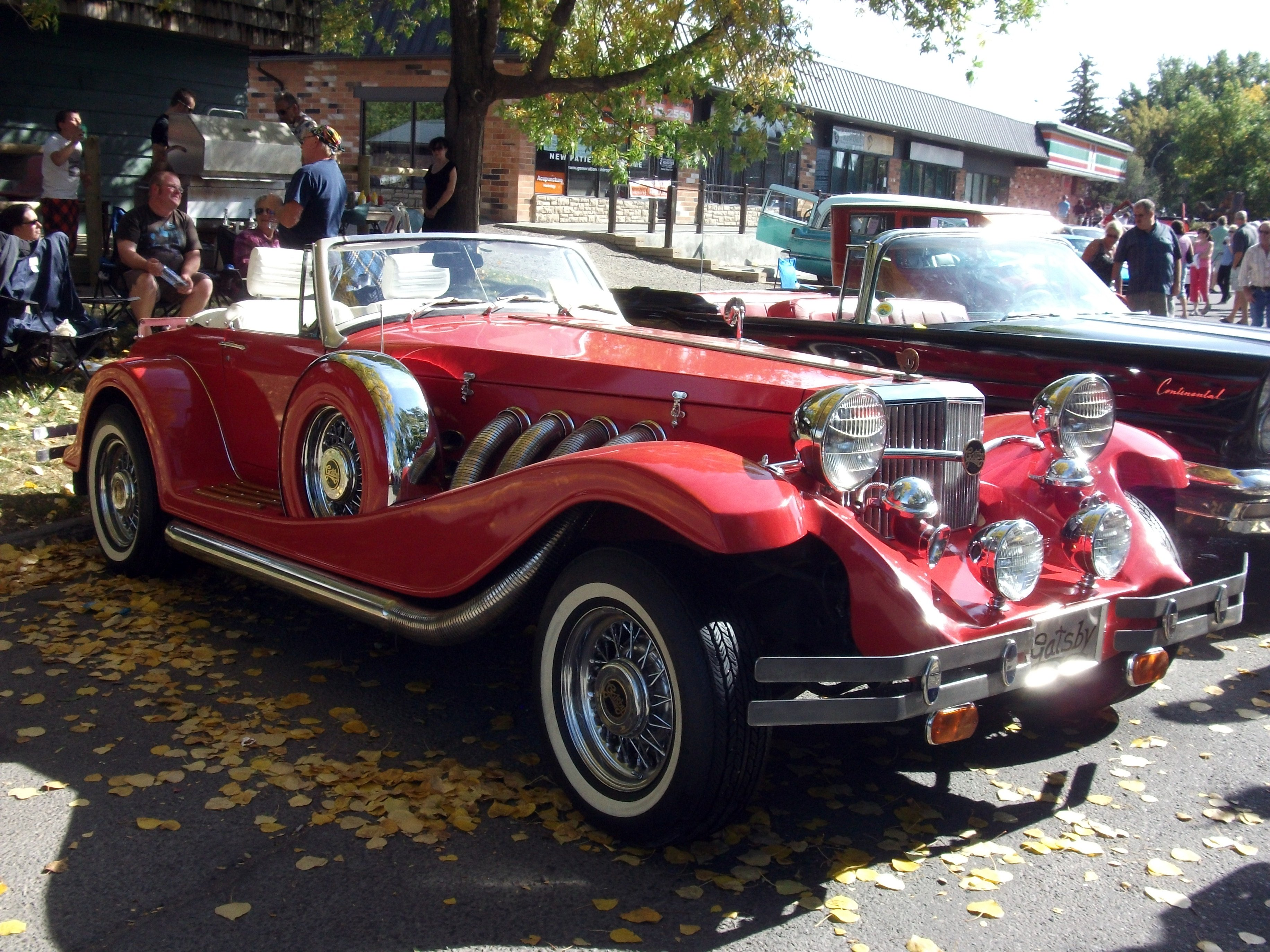
1934 Gatsby Cabriolet

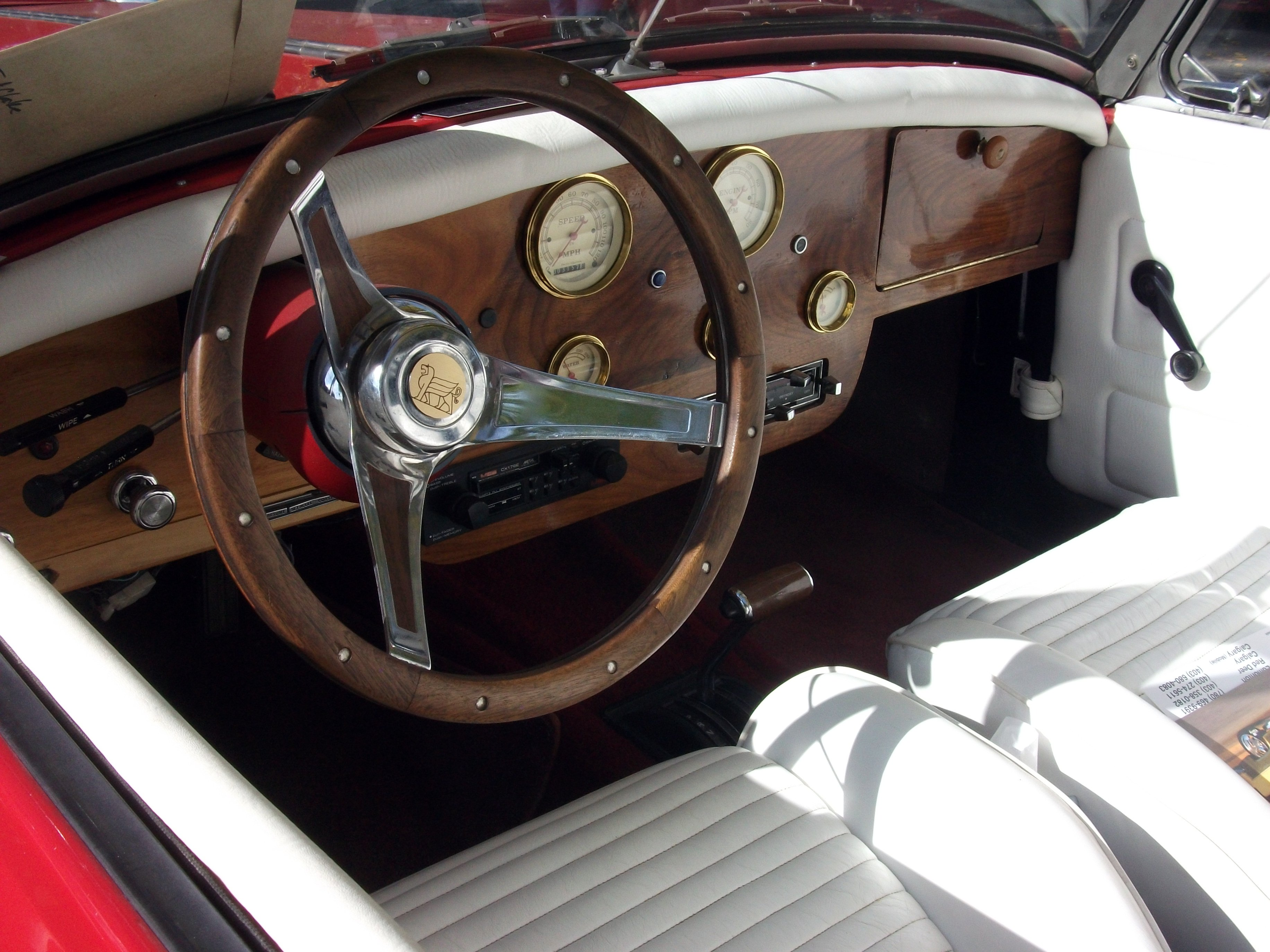
Interior

Gatsby Coachworks Ltd. EE. UU. era un fabricante estadounidense de automóviles.

## Historia de la Compañía
La empresa Gatsby Coachworks fue fundada el 10 de abril de 1979 en San José (California) por Sky Clausen y Larry Munson, los cuales se iniciaron en la producción de automóviles y kit cars bajo la marca Gatsby Coachworks.
Gatsby comenzó vendiendo autos completos llave en mano. Según un artículo de 1979 en Deseret News, el precio de un Gatsby Cabriolet nuevo era de 65.000 dólares. Más tarde, la empresa lanzó el Gatsby II, que se vendió por unos 42.000 dólares.
La producción alcanzó su punto máximo a principios de la década de 1980, con hasta 50 coches llave en mano fabricados al año. La compañía comenzó a ofrecer el automóvil como un kit de bricolaje a partir de 1982. Con precios que oscilaban entre $ 2600 y $ 3000 para los componentes básicos y $ 6650 para el kit Deluxe, los kits Gatsby Cabriolet eran mucho más asequibles que los modelos completos.
Gatsby Coachworks fue adquirida por JPR Cars, Ltd. de Topping (Virginia) en 1997 donde siguieron fabricando hasta 2004, momento en que movieron la producción a Gloucester (Virginia) hasta 2014. La empresa realizó algunos cambios en el diseño del Cabriolet que facilitan significativamente el montaje para los clientes. Los kits descapotables todavía están disponibles hoy por unos 15.000 dólares. JPR presentó un nuevo kit llamado Gatsby Griffin en 2003, que está basado en un Ford Mustang de los años 80.

## Vehículos
Su primer modelo producido fue el "1934 Gatsby Cabriolet", un automóvil neoclásico construido sobre una plataforma contemporánea. Este era un vehículo estilo 1930's, similar a los Clénet Coachworks, Excalibur y Zimmer. El Cabriolet utiliza una carrocería MG Midget modificada montada sobre un chasis de Ford Thunderbird o Mercury Cougar 1977-79. Aunque tiene un estilo que recuerda a los años 30, no es una reproducción de ningún automóvil en particular. Inicialmente, la carrocería era sólo de acero ya partir de 1983 opcionalmente también de fibra de vidrio.
Otros modelos que también fabricaron fueron el Gatsby II y el Gatsby Griffin, heredero natural del modelo Sceptre de la disuelta Sceptre Motorcar Company tras la adquisición de los moldes por Gatsby Coachworks en 1979, el cual montaba un chasis Ford, carrocería de fibra de vidrio y motores Ford Chevy o Chrysler